# Erotický thriller

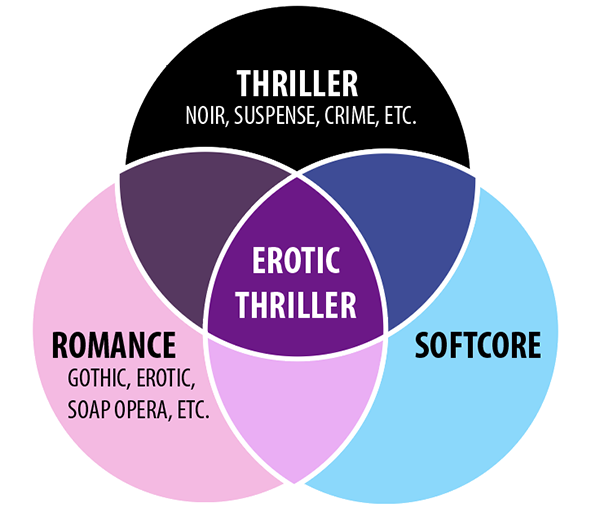
Teoretické prolnutí thrilleru a romantiky

Erotický thriller je jeden z filmových subžánrů thrilleru. Obsahem je téma, které prosazuje erotismus v kombinaci s napětím či sexuálními fantaziemi — záběry obsahují vzrušivé podněty herců, a děj zároveň v divákovi vyvolává vzrušení. Příkladem erotického thrilleru jsou Základní instinkt (1992) nebo Spalující touha (1999).